# Região Geográfica Imediata de Guarabira
A Região Geográfica Imediata de Guarabira é uma das quinze regiões imediatas do estado brasileiro da Paraíba, uma das quatro regiões imediatas que compõem a Região Geográfica Intermediária de João Pessoa e uma das 509 regiões imediatas no Brasil, criadas pelo IBGE em 2017.
É composta por 26 municípios, tendo uma população estimada pelo IBGE para 1.º de julho de 2017, de 320 702 habitantes e uma área total de 3 069,741 km².
A cidade-sede Guarabira é a mais populosa da região, com 58 881 habitantes.

## Municípios
Fonte: IBGE – Cidades
| Município         | População Estimativa 2017 | Área (km²) |
| ----------------- | ------------------------- | ---------- |
| Alagoinha         | 14 464                    | 96,980     |
| Araçagi           | 17 003                    | 231,155    |
| Arara             | 13 538                    | 99,111     |
| Araruna           | 20 418                    | 241,302    |
| Bananeiras        | 21 156                    | 257,753    |
| Belém             | 17 685                    | 100,153    |
| Borborema         | 5 430                     | 25,979     |
| Cacimba de Dentro | 17 156                    | 168,107    |
| Caiçara           | 7 283                     | 127,914    |
| Casserengue       | 7 476                     | 201,381    |
| Cuitegi           | 6 790                     | 39,302     |
| Dona Inês         | 10 383                    | 166,128    |
| Duas Estradas     | 3 594                     | 26,262     |
| Guarabira         | 58 881                    | 165,744    |
| Lagoa de Dentro   | 7 670                     | 84,508     |
| Logradouro        | 4 343                     | 37,996     |
| Mulungu           | 9 922                     | 195,314    |
| Pilões            | 6 607                     | 64,446     |
| Pilõezinhos       | 5 080                     | 43,901     |
| Pirpirituba       | 10 585                    | 79,844     |
| Riachão           | 3 607                     | 90,151     |
| Serra da Raiz     | 3 121                     | 29,082     |
| Serraria          | 6 093                     | 65,299     |
| Sertãozinho       | 5 044                     | 32,798     |
| Solânea           | 26 376                    | 232,970    |
| Tacima            | 10 967                    | 246,005    |
| Total             | 320 702                   | 3 069,741  |